# Platillos

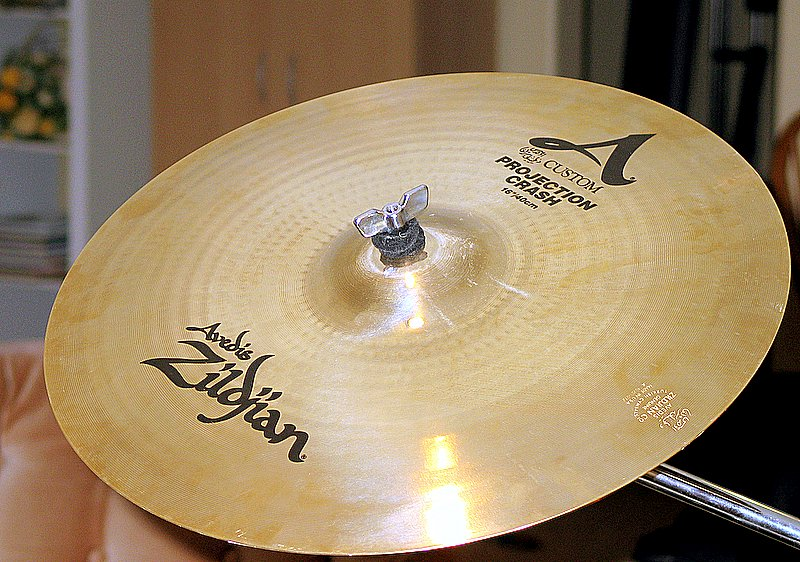
Crash de 16 pulgadas.

Los platillos, platos, latos, címbalos o cimbales son instrumentos de percusión de sonido indeterminado, lo que significa que las notas no tienen una altura definida. Pertenecen a la familia de los idiófonos, por lo que el sonido se produce entrechocando uno con otro o percutiéndolos con baquetas.

Se trata de discos cóncavos de metal, que normalmente están hechos de una aleación de bronce o latón. Si bien los platos utilizados en las orquestas de cierto nivel están hechos de una mezcla de cobre, plata y estaño. Sus centros están agujereados para que, en el caso de ser entrechocados, se pueda pasar una correa de cuero o de piel que sirve de asa o abrazadera en su parte trasera; o bien, en el caso de platos suspendidos, el instrumento pueda introducirse en el soporte. Su tamaño influye directamente en la sonoridad, a mayor tamaño o grosor mayor potencia sonora.

## Historia

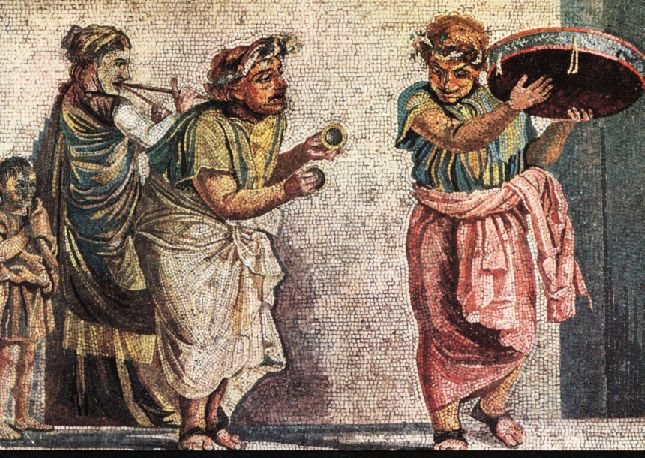
Detalle de un mosaico romano de una escena callejera con músicos de la Villa del Cicerone en Pompeya. Los instrumentos incluyen aulós, zills y un tambor de marco.

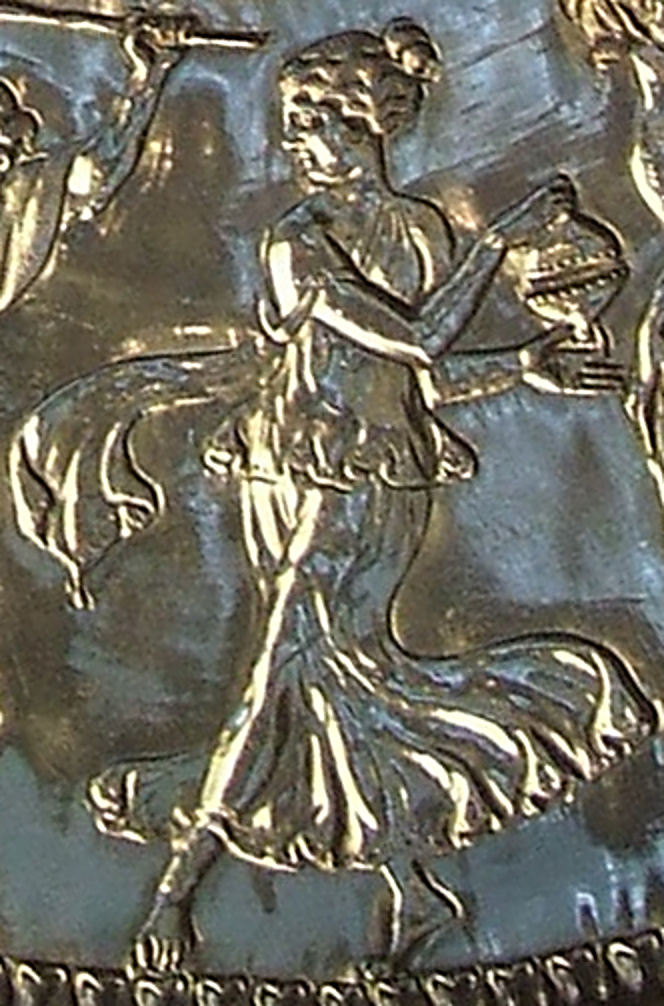
Relieve de una bailarina griega con címbalos.

Los platillos descienden de los crótalos, cuyo origen data de la Edad Antigua. Desde Oriente Medio, los crótalos llegaron al Imperio otomano, donde los turcos aumentaron su tamaño exponencialmente, hasta convertirse así en el instrumento que ha llegado a nuestros días. La popularidad de los platillos llegó con el Romanticismo, periodo en el que se introdujeron en la orquesta sinfónica los exóticos instrumentos propios del folclore turco. Además de los platillos, llegaron los triángulos, las panderetas y otros instrumentos.
Los platillos han existido desde la antigüedad. Se pueden encontrar representaciones de platillos en relieves y pinturas de Tierras Altas de Armenia (siglo VII a. C.), Larsa, Babilonia, Asiria, antiguo Egipto, antigua Grecia y antigua Roma. Las referencias a los platillos también aparecen a lo largo de la Biblia, a través de muchos salmos y cantos de alabanza a Dios. Los címbalos pueden haber sido introducidos en China desde Asia Central en el siglo III o IV d. C.

### India
En la India, los címbalos han estado en uso desde la antigüedad y todavía se utilizan en casi todos los principales templos y lugares budistas. Los gigantescos aartis a lo largo del Ganges, venerados por los hindúes de todo el mundo, están incompletos sin grandes címbalos.

### Asia Central e Irán

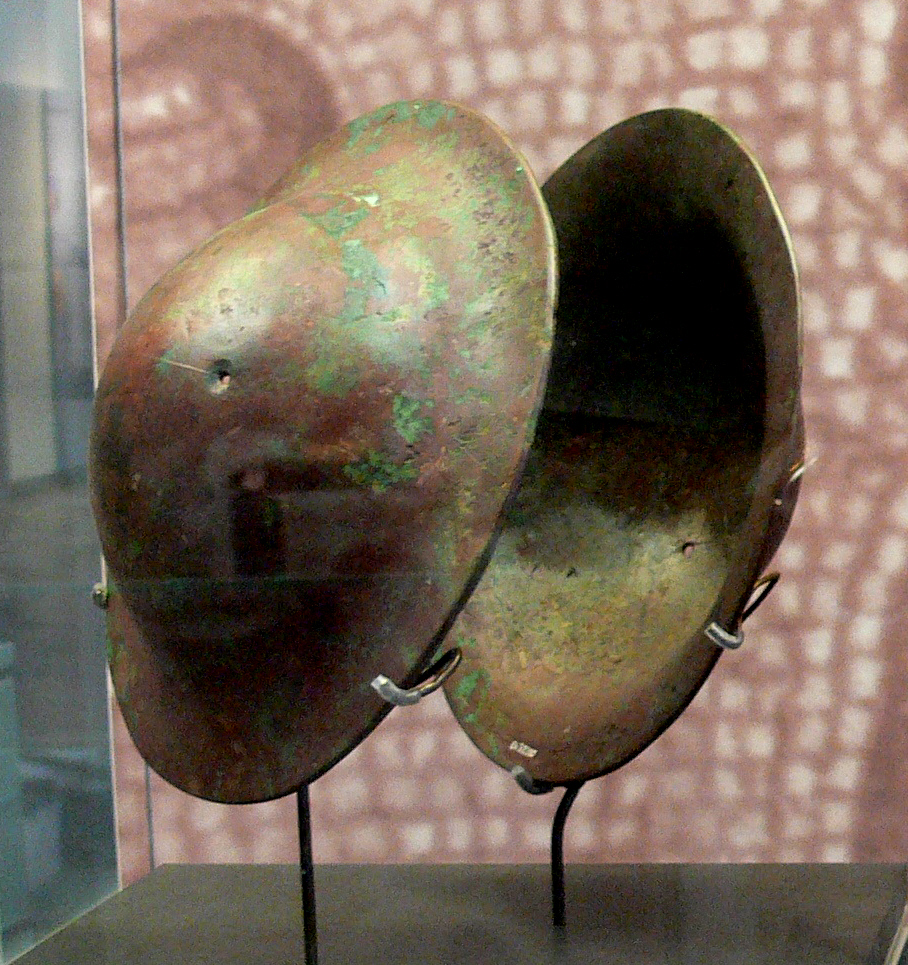
Címbalos de la Mesopotamia del III milenio a. C. demuestran que los orígenes del címbalo de gran porte se remonta a la antigüedad.

El Shahnameh (hacia 977 y 1010 d. C.) menciona el uso de címbalos al menos 14 veces en su texto, la mayoría en el contexto de la creación de un fuerte estruendo en la guerra, para asustar al enemigo o para celebrar. La palabra persa es sanj o senj (persa سنج), pero el Shahnameh no afirma que sean de origen persa. Varias veces los llama "címbalos indios". Otros adjetivos para describirlos incluyen "dorados" y "de latón", y tocarlos es "chocarlos".
Una forma diferente se llama sanj angshati (en farsi سنج انگشتی|سنج انگشتی) o platillos de dedos. Estos son zill.

#### Ceremonia de Ashura
Además del uso original en la guerra, otro uso en la cultura persa era la ceremonia Ashura. Originalmente en la ceremonia se golpeaban dos trozos de piedra en los costados del doliente con movimientos especiales acompañados de un canto de lamentación. Esto se ha sustituido por golpear Karbzani o Karebzani y tocar sanj y carracas. Entre las ciudades en las que se ha practicado se encuentran Lahijan y Aran de Kashan, así como Semnan y Sabzevar.

#### Etimología
Todas las teorías sobre la etimología de la palabra Sanj, la identifican como una palabra Pahlavi. Según algunas versiones significa peso; y es posible que el término original fuera sanjkūb que significa "golpear pesos" [unos contra otros]. Según algunas versiones, la palabra es una versión reformada de "Zang" (campana), en referencia a su placa en forma de campana.

### Turquía

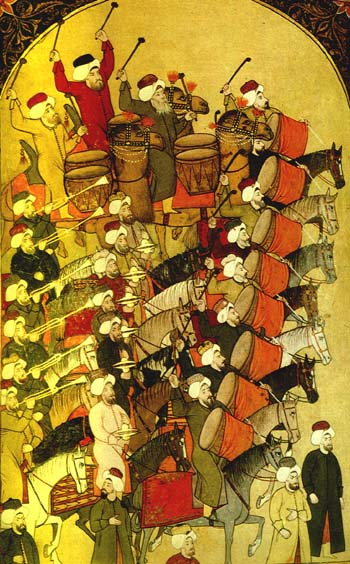
Miniatura del Surname-i Vebbi (fol. 172a), que muestra el uso de címbalos en un entorno militar por un ejército turco. Las descripciones de este tipo de uso se remontan al Shahnameh, hacia 977-1010 d.C..

Los platillos fueron empleados por turcos jenízaros en el siglo XIV o antes. En el siglo XVII, estos platillos ya se utilizaban en la música europea, y a mediados del siglo XVIII se tocaban con más frecuencia en bandas militares y orquestas. Desde el siglo XIX, algunos compositores han pedido que los platillos desempeñen un papel más importante en las obras musicales, y en respuesta a ello se ha desarrollado una gran variedad de formas de platillos, técnicas y hardware.

## Anatomía

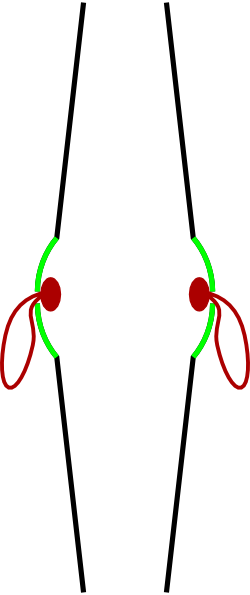
Un par de platillos crash para uso con las manos, en sección transversal. La 'campana' es de color verde y las correas son de color rojo.

La anatomía del platillo juega un papel importante en el sonido que crea. En el centro del platillo hay un agujero, que se utiliza para montar el platillo en un soporte o para atar correas a través de él (para tocar con las manos). La campana, cúpula o copa es la sección elevada que rodea inmediatamente el agujero. La campana produce un ping más agudo que el resto del plato. El arco es el resto de la superficie que rodea la campana. El arco a veces se describe en dos zonas: la zona ride y la zona crash. La zona de ride es la sección más gruesa cerca de la campana, mientras que la zona de crash es la sección cónica más fina cerca del borde. El borde o aro es la circunferencia inmediata del plato.
Los platillos se miden por su diámetro en pulgadas o centímetros. El tamaño del platillo afecta a su sonido, los platillos más grandes suelen ser más fuertes y tener un sustain más largo. El peso describe el grosor del plato. El peso de los platillos es importante para el sonido que producen y como tocan. Los platillos más pesados tienen un volumen más alto, más corte y mejor articulación (cuando se usan baquetas). Los platillos finos tienen un sonido más lleno, un tono más bajo y una respuesta más rápida.
El perfil del platillo es la distancia vertical del arco desde la parte inferior de la campana hasta el borde del platillo (los platillos de perfil más alto tienen más forma de cuenco). El perfil afecta al tono del platillo: los platillos de perfil más alto tienen un tono más alto.

## Tipos
En la música popular, comúnmente los platillos se encuentran dentro de una batería de instrumentos de percusión. En este caso, los platos más populares son:
- Crash: Plato mediano de 13" - 22". Se utiliza para acentuar los compases y el fraseo, y para algunos ritmos. Dentro de la enorme variedad de platos Crash disponibles, se cubre un enorme espectro sonoro, desde lo más punzante a lo más suave y con duraciones de muy largo a muy corto dependiendo del peso, diámetro y espesor de la aleación.
- Ride: Plato grande que varía de entre 17" y 26" (aunque hay marcas que los fabricaron hasta de 32") se usa, como su nombre indica, para llevar el ritmo. Tiene un especial uso en el swing, en el que la célula rítmica clave (corchea-semicorchea-semicorchea tocadas con sensación de tresillos) suele ser marcada con el ride. La campana del ride suele ser muy clara, dependiendo del uso de ride: en los ride para jazz o tradicionales, la campana es 'seca', con un sonido oriental. En el rock, es una campana fuerte, potente y limpia. También hay rides sin campana, llamados 'flat ride'(flat=plano), usado para rudimentos, con poco volumen. Existen también los llamados 'sizzle' rides, que tienen tachuelas. Los más comunes son los de 20" y 22".
- Splash: Plato pequeño que varía de 6" pulgadas hasta 13", se usan para efectos especiales, comúnmente en pasajes de poca intensidad sonora. Son platos con ataque rápido y poco sustain y volumen.
- China: Son fabricados en todas las medidas. También hay el China-Splash, de 6" a 12". Se usan para efectos o como ride, dependiendo del tipo de china. Su diseño es característico pues la campana no tiene una forma parecida a la esfera sino cilíndrica con la arista roma, y más o menos a la mitad del cuerpo, el metal dobla hacia arriba. Normalmente los china se montan con la campana hacia abajo. La mejor forma de distinguir el sonido de un china en una canción es pensar en una mezcla de un crash y un gong. Aun así, hay dos tipos de china: el Pang y el Swish. El pang es más parecido al gong, más seco, menos brillo, más pegada (sonido pang) y el swish es más parecido al crash, muy suave. Normalmente esta diferenciación no se tiene en cuenta a la hora de catalogar y poner en venta los china, aunque algunas marcas venden modelos específicos swish o pang.
- Crash Ride: Plato mediano-grande de 16" o 20". Hay gente que los usa como crash y como ride, y gente que los usa como crash, debido a su mayor intensidad.
- Hi hat, Charles, Charleston o Contratiempos: Sistema que consta de 2 platillos instalados en un soporte con pedal que permite que uno caiga sobre el otro haciéndolos sonar. Se fabrican entre 8 a 15 pulgadas donde el más común es el de 14". Están disponibles con una gran variedad de acabados y diferentes configuraciones de bordes. Algunos modelos usan agujeros en el plato inferior.
- Bell: plato de entre 4 y 12 pulgadas de mucho grosor, usado para efectos y breaks, en muy pocas ocasiones para llevar el pulso. Es habitual encontrarlo en la configuración de los baterías de géneros como el Deathcore o el metal extremo. Su sonido es muy limpio, parecido al de la campana del ride pero sin la base. Su forma es la de un splash con la campana enorme, y es casi irrompible; su duración es prolongada y se suele colocar boca arriba.